# Ramal ferroviario Justo Daract-Beazley-La Paz
El Ramal Justo Daract - Beazley - La Paz pertenece al Ferrocarril General San Martín, Argentina. También conocido como Vía Beazley.

## Ubicación
Se halla en las provincias de San Luis (en los departamentos General Pedernera y Juan Martín de Pueyrredón) y Mendoza en el Departamento La Paz.

## Características
Es un ramal de la red del Ferrocarril General San Martín con una extensión de 268 km entre las ciudades de Justo Daract y La Paz. Fue inaugurado el 31 de marzo de 1910.

## Servicios
Desde 2022 la estación Justo Daract presta un servicio de pasajeros semanalmente hasta la Ciudad de Buenos Aires.
El resto del ramal no presta servicios regulares de pasajeros desde 1993. Por sus vías pasaron trenes temáticos durante 2009 y 2010.
Por el ramal transitan formaciones de carga de la empresa estatal Trenes Argentinos Cargas.